# クリスチャン・ダルモーセ
クリスチャン・ダルモーセ (Christian Dalmose、1968年 - )は、デンマークの元ハンドボール選手で、デンマーク代表チームとTMS Ringstedのコーチ。

## プレーヤーとしてのクラブ
ダルモーセは、選手として以下のクラブに所属した。
- Ajax København
- Virum
- Lyngby

## 指導者としてのクラブ
ダルモーセは、以下のクラブでコーチを歴任している。
- 1998年-2001年:　Lyngby　(男性)
- 2001年-2003年:　Ikast-Bording EH　(女性)
- 2004年-2007年:　Aalborg DH　(女性)
- 2007年-2013年:　Ajax København　(男性)
- 2013年2月-2015年:　Viborg HK　(女性)
- 2015年2月-2016年：　Siofok KC　(女性)
- 2016年6月-:　TMS Ringsted　(男性)